# Brohuset

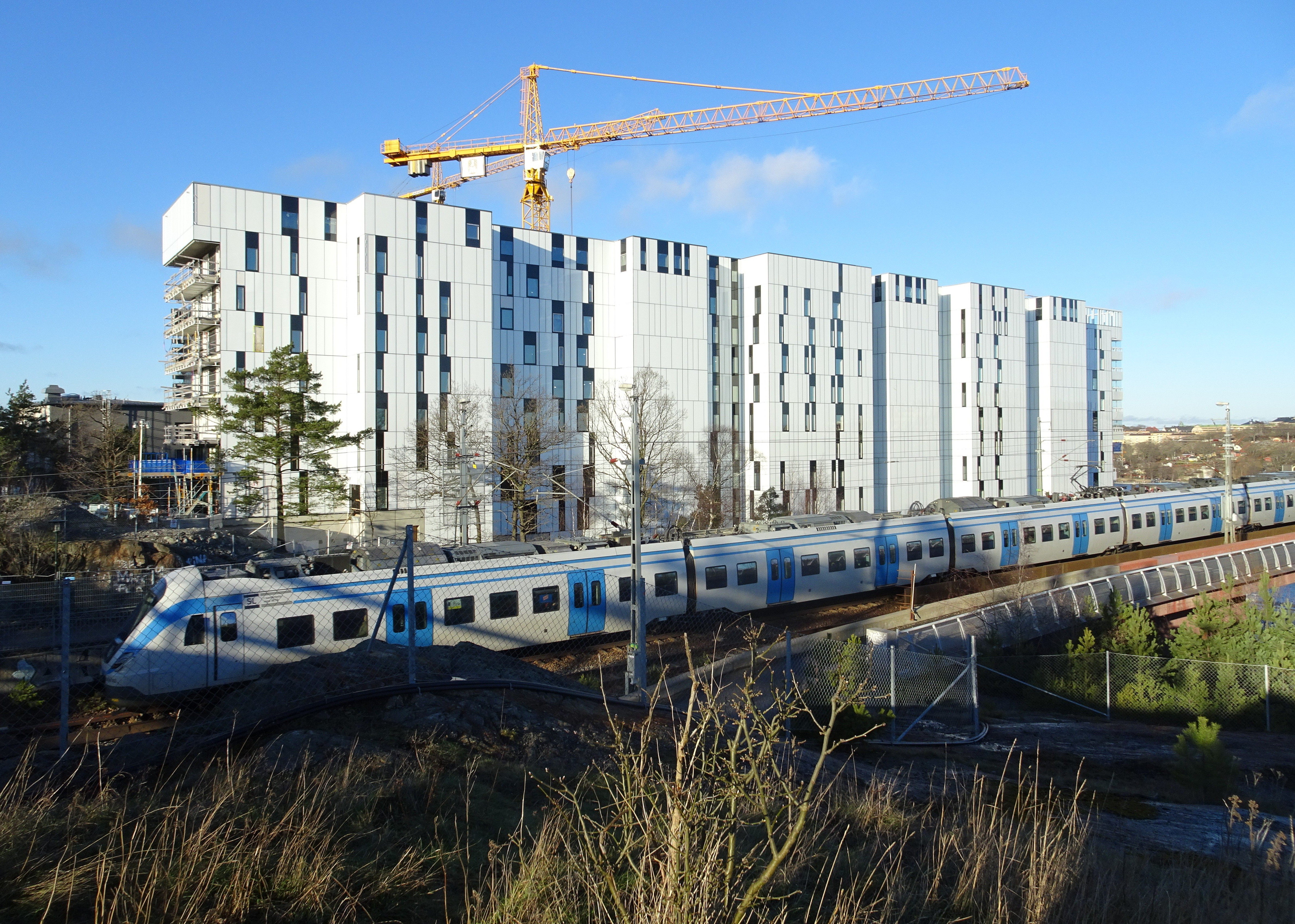
Brohuset i januari 2018.

Brohuset är ett bostadshus i kvarteret Vinpressen vid Årstadalshamnen i stadsdelen Liljeholmen, södra Stockholm. Här uppförs sedan år 2016 ett höghus med 16 våningar som skall stå inflyttningsklart under år 2018. Byggnaden ritades av arkitekt Gert Wingårdh på uppdrag av fastighetsägaren och totalentreprenören JM.

## Byggnad och arkitektur

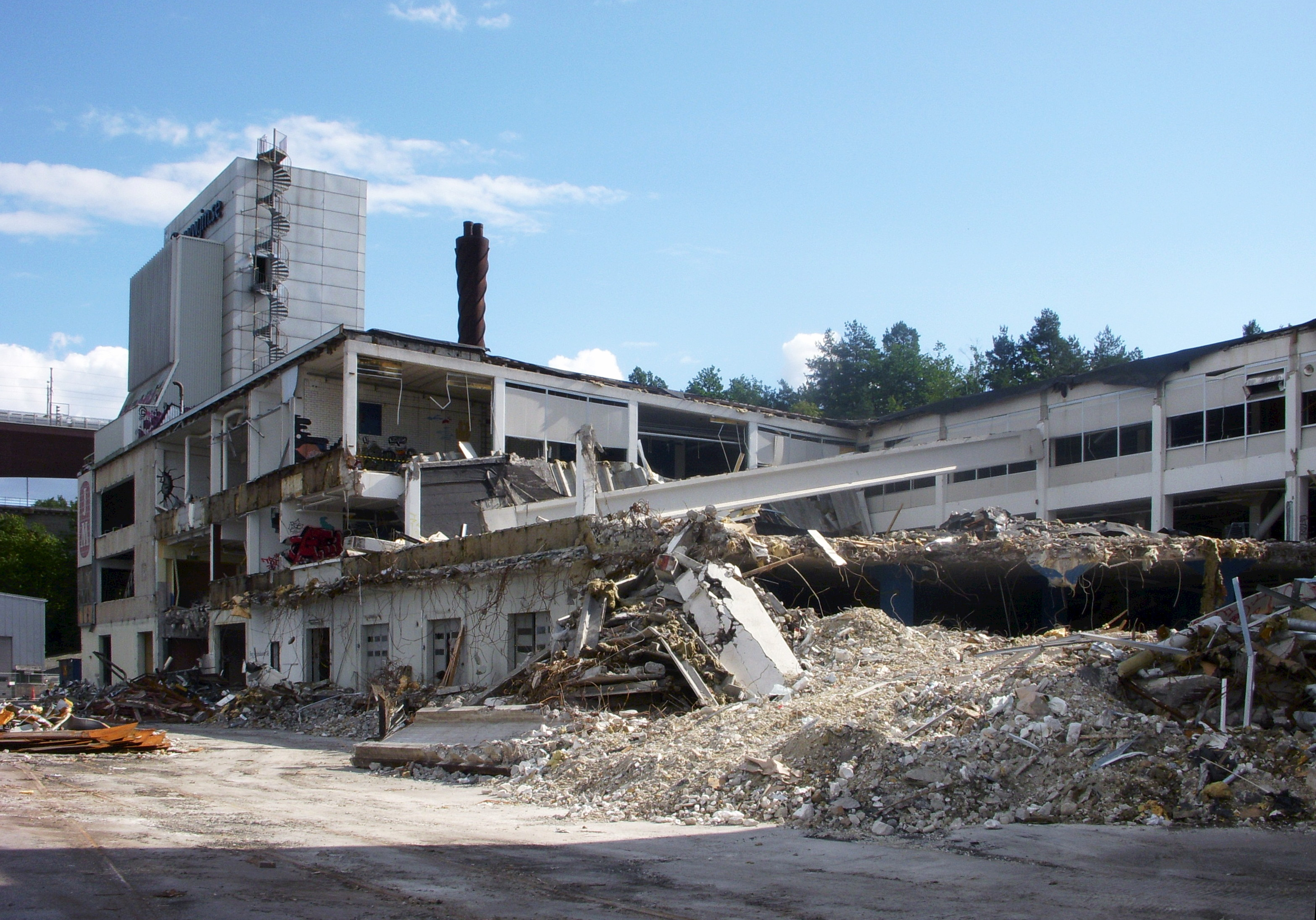
Området under rivning, 2008.

Sedan år 2000 växer ett sjönära bostadsområde upp kallat Liljeholmskajen, belägen intill Årstavikens södra sida. Brohuset är ett av fem höghus som uppförs där tidigare Vin & Sprit hade sin anläggning med kaj och cisterner för förvaring av vin och sprit. Kvartersnamnet Vinpressen påminner om den tidigare verksamheten medan namnet Brohuset anknyter till Årstabron som ligger intill bygget.
Brohuset är 120 meter långt och elva meter brett och kommer att rymma 159 lägenheter i storlekar om 2 till 5 rum och kök. Längs västfasaden löper horisontella balkongband. Samtliga balkonger blir inglasade. Mot Årstaviken får huset 16 våningar och sju våningar mot berget eftersom terrängen stiger. Huset har, förutom sin bullerskärmande funktion, också uppgiften att vara port mellan Liljeholmskajen och Årstaskogen. Från nionde våningen finns kommunikationsmöjlighet mot norr och Årstabergs pendeltågsstation. Närmast kajen är huset upplyft på flervåningshöga pelare som tillåter fri passage för gående.
Fasaderna är klädda med vita glaskassetter och får en tydlig markering mot väster med mörka glasbeklädnader mellan våning åtta och elva som är något indragen. Mot öster (Årstabron) delas den långa byggnadskroppen upp i vertikala volymer och fasaden är sluten. Den ursprungliga tanken att låta husets norra del kraga ut över Årstaviken övergavs av säkerhetsskäl. Byggnadens norra gavel står ändå mycket nära kajkanten varför ett påseglingsskydd av stålprofiler anordnades där. 
Brohuset formgavs av Gert Wingårdh och Per Glembrandt på Wingårdhs arkitektkontor. De beskriver byggnaden med följande ord: ”Brohuset blir en glänsande och upphöjd monolit. Helt vit och glasklädd kommer den stora volymen att reflektera sin omgivning och föra ned himmelsljuset till marken.”

## Bilder

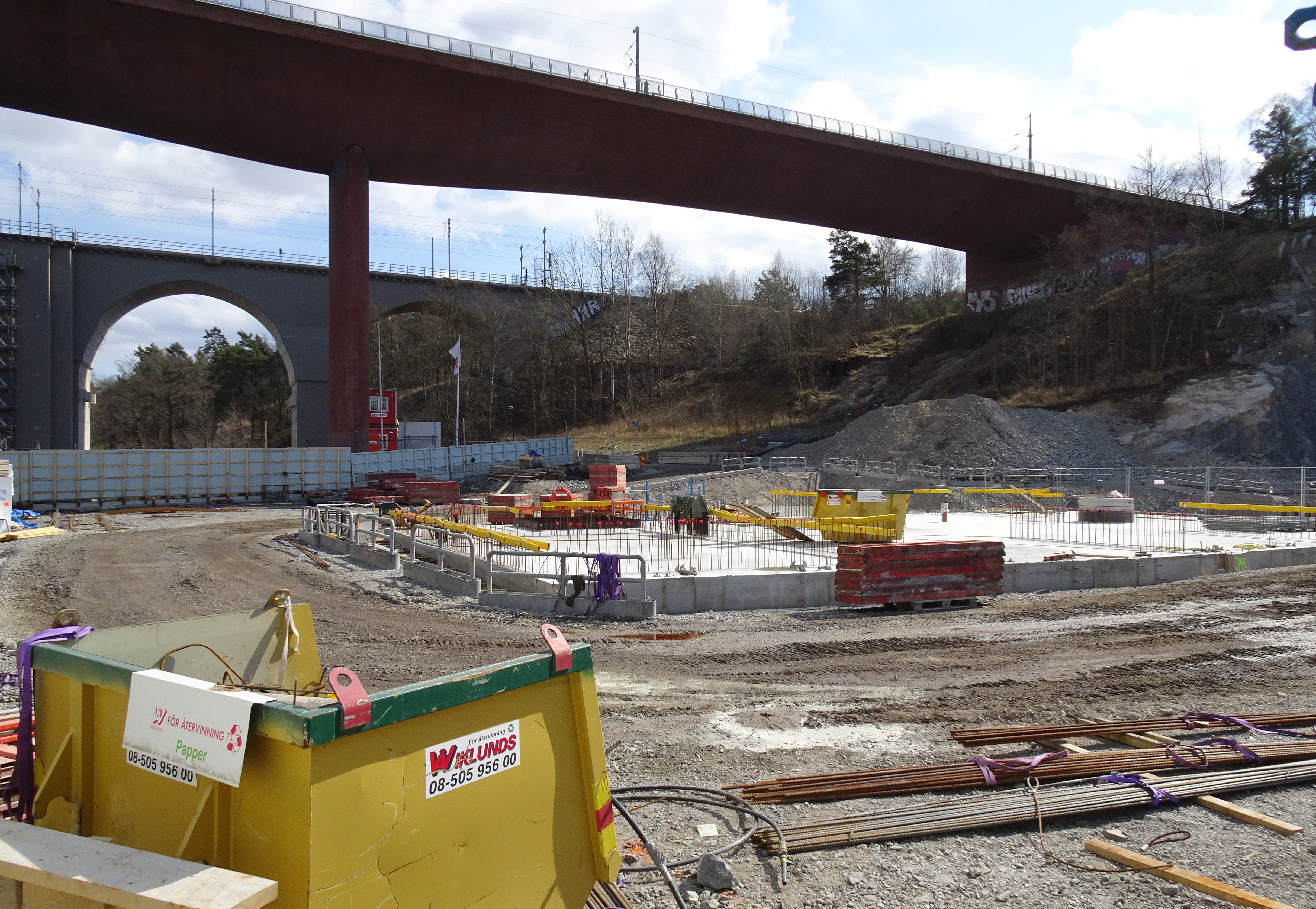
Grundläggning, Årstabron i bakgrunden, april 2016
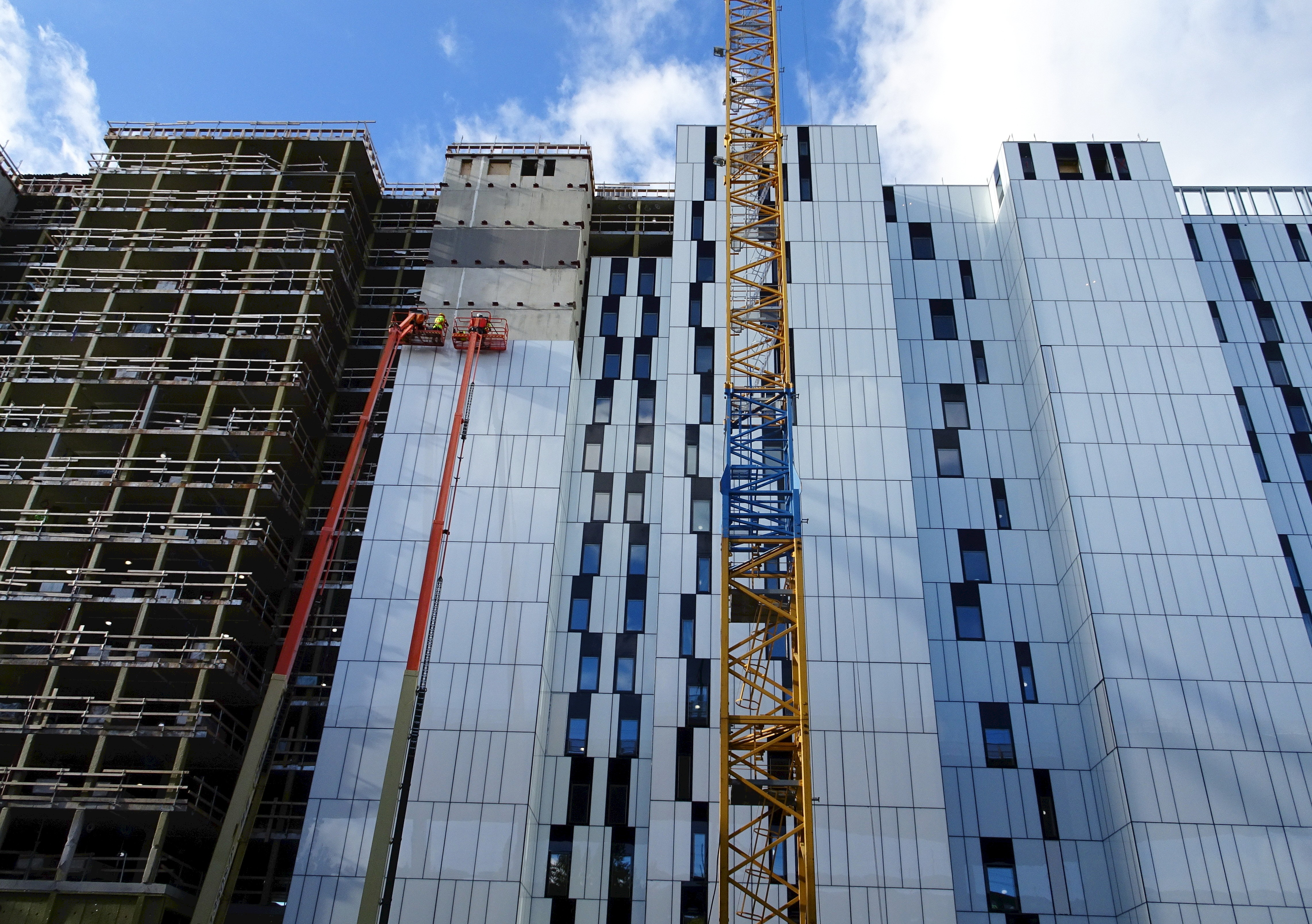
Fasaden mot öster i oktober 2017
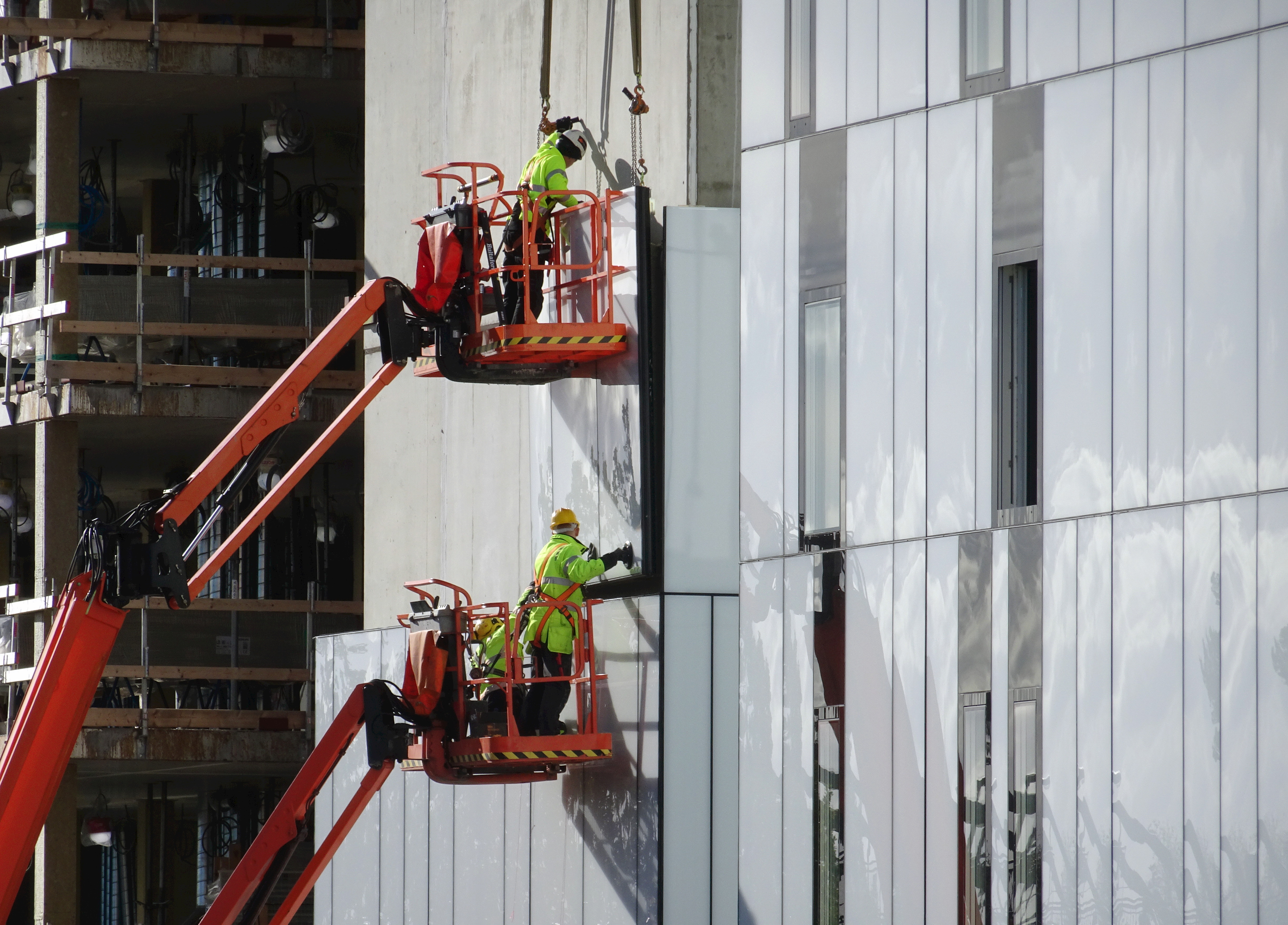
Montage av fasadkassetterna i oktober 2017
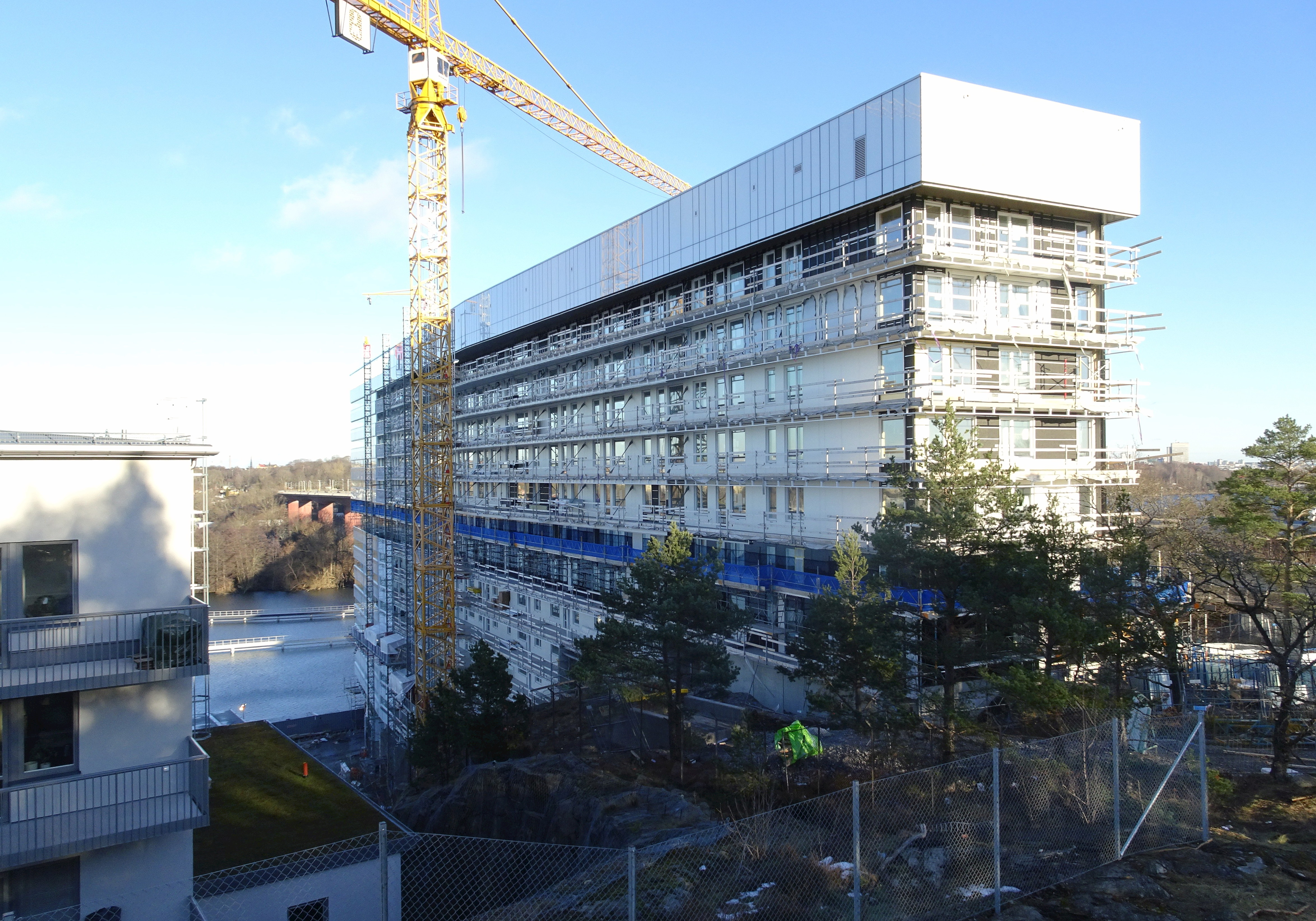
Fasad mot väst, januari 2018.
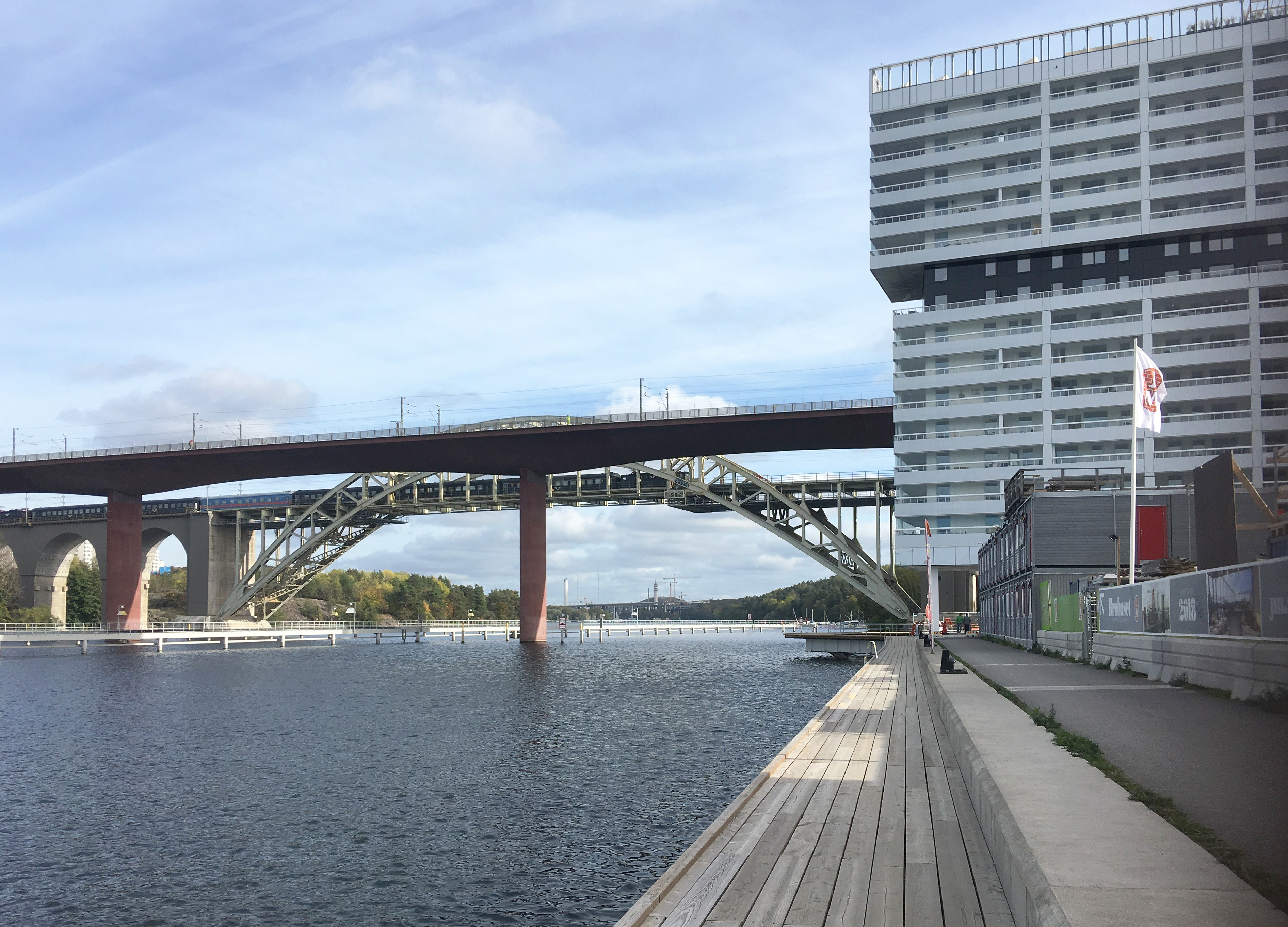
Brohuset och Årstabron från kajen, oktober 2018.